# Морски ветрогон
Морският ветрогон (Eryngium maritimum), наричан също и приморски ветрогон, е растение от семейство Сенникови.
Среща се по пясъчни плажове из Европа, в това число и по българското Черноморие.

## Описание
Растението достига максимална височина 20 – 65 cm. Представлява многогодишно тревисто растение със сиво-синкав полеп и твърди бодливи листа, като горните обхващат и стъблото. Венчелистчетата са бледосини. Плодът е елиптичен и бодлив. Расте на групи или с други сродни пясъчни растения. Опрашва се от вятъра и от насекоми. Размножава се чрез семена.
Поради интензивното използване и неконтролирано почистване на плажната ивица, активния морски туризъм и свързаните с него строежи, видът е застрашен в България и е включен в Червената книга.